# Mariano Fernández de Henestrosa y Ortiz de Mioño
Mariano Fernández de Henestrosa y Ortiz de Mioño (Las Fraguas, 2 de noviembre de 1858-Madrid, 6 de febrero de 1919) fue un político y noble español que ostentó los títulos nobiliarios de I duque de Santo Mauro y de IV conde de Estradas y que ocupó diversos cargos de gobierno.

## Biografía
Nacido en Las Fraguas, el 2 de noviembre de 1858 y bautizado el día siguiente en la iglesia de San Esteban de Arenas en la misma localidad, Mariano era hijo de Ignacio Fernández de Henestrosa y Santisteban, natural de Madrid, IX conde de Moriana del Río, y de María Rafaela Ortiz de Mioño y Urra, natural de Palencia,, VIII marquesa de Cilleruelo, III condesa de Estradas y dama de la Orden de las Damas Nobles de la Reina María Luisa.
Su padre dejó en testamento su única posesión, el condado de Moriana del Río, a su hermano Ignacio por ser el primogénito. Su madre, que poseía dos títulos, dejó en testamento el marquesado de Cilleruelo a su hermano Ignacio y el condado de Estradas a él, por ser el segundo varón hijo del matrimonio.
Mariano se hizo en el seno de su familia con los primeros derechos sucesorios sobre el antiguo principado de Santo Mauro de Nápoles y elevó un memorial a la Corona Española para la sucesión del título, por entonces presidida por María Cristina de Habsburgo-Lorena en regencia de su hijo Alfonso XIII.
Por tener los ficticios derechos sucesorios, la Corona le concedió el título nobiliario de I duque de Santo Mauro por reconversión y rehabilitación del antiguo título de príncipe de Santo Mauro de Nápoles, cuya última portadora había sido su abuela María Dolores de Santisteban y Horcasitas. El 14 de junio de 1890 se cursó el Real Decreto del nuevo ducado, haciéndose oficial tras el Real Despacho de 30 de julio de 1890.
Fue alcalde de Madrid entre el 10 de julio de 1900 y el 7 de marzo de 1901.
En 1905 Mariano tomó posesión del condado de Estradas tras el fallecimiento de su madre. Desde entonces Mariano ostentó el título de IV conde de Estradas junto al de I duque de Santo Mauro.
En 1914 anticipó el condado de Estradas a Rafael Fernández de Henestrosa y Salabert, único hijo varón de su matrimonio y heredero de sus títulos.
Mariano Fernández de Henestrosa falleció en Madrid el 6 de febrero de 1919 a la edad de 60 años.
Sus padres residieron en Las Fraguas, Cantabria, donde se hallaba su palacio solariego, descrito por Amós de Escalante, y que fue reformado por sus dueños

## Vida profesional

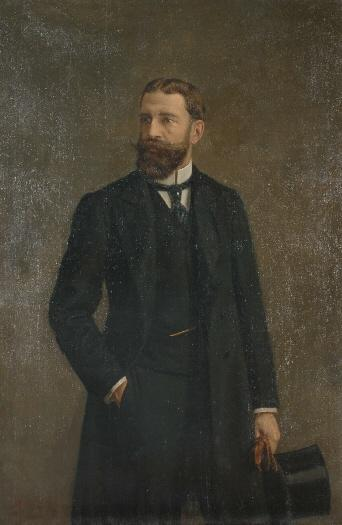
Mariano Fernández de Henestrosa y Ortiz de Mioño, por José Díaz Molina. 1902. (Ayuntamiento de Madrid).

Mariano Fernández de Henestrosa y Ortiz de Mioño, secretario de profesión, dedicó gran parte de su vida a la política. Fue Senador Vitalicio y nombrado posteriormente Vicepresidente del Senado. También fue Diputado en las Cortes, Gentilhombre de Cámara del Rey y alcalde de Madrid. 
Durante algunos años ejerció como embajador, siendo joven, desempeñando misiones diplomáticas en el Imperio de Annam, Japón, EE. UU. e Italia, lo que le permitió escribir Un tratado con Imperio de Annam. Cartas a mi familia.
Fue maestrante de Sevilla, caballero del collar de la Orden de Carlos III, gran cruz de la Legión de Honor de Francia, caballero gran cruz de la Real Orden Victoriana del Reino Unido, y mayordomo y caballerizo Mayor de la Reina. Como alcalde de Madrid, mejoró el pavimento de la Puerta del Sol. Asimismo, influyó para construir el palacio de la Magdalena y el Hotel Real de Santander.

## Matrimonio y descendencia
Mariano Fernández de Henestrosa se desposó en Madrid el 24 de marzo de 1884 con Casilda de Salabert y Arteaga. 
Casilda era condesa de Ofalia además de ocupar distintos cargos de la Corte Española. Había casado un primer matrimonio con Luis Fernández de Córdoba y Pérez de Barradas, XVI duque de Medinaceli. Cuando falleció Casilda, su único título pasó a Luis Fernández de Córdoba y Salabert, hijo de su primer matrimonio y XVII duque de Medinaceli.
Del matrimonio entre Mariano y Casilda nacieron los siguientes hijos:
- Casilda Fernández de Henestrosa y Salabert III duquesa de Santo Mauro y VI Condesa de Estrada

- María Fernández de Henestrosa y Salabert II Condesa de San Martín de Hoyos

- Rafael Fernández de Henestrosa y Salabert II duque de Santo Mauro' y V Conde de Estrada

### Órdenes
- 6 de junio de 1905: Caballero gran cruz honorario de la Real Orden Victoriana.[5] (Reino Unido)